# 缪廷玢
缪廷玢（？—？），镶白旗人，是一名清朝政治人物。
缪廷玢曾于1778年接替傅作霖任嘉定县知县一职，1778年由姚学甲接任。